# Pokrajina Massa - Carrara
Pokrajina Massa - Carrara (v italijanskem izvirniku Provincia di Massa-Carrara [provìnča di màsa karàra] je ena od desetih pokrajin, ki sestavljajo italijansko deželo Toskana. Meji na severu z deželo Emilija - Romanja, na vzhodu s pokrajino Lucca, na jugu z Ligurskim morjem in na zahodu z deželo Ligurija.

## Večje občine
Glavni mesti sta od leta 2024 dve – Massa in Carrara – ostale večje občine so (podatki 31.05.2007):
| Mesto      | Prebivalcev |
| ---------- | ----------- |
| Massa      | 70.144      |
| Carrara    | 65.439      |
| Aulla      | 10.743      |
| Montignoso | 10.326      |
| Fivizzano  | 8.815       |
| Pontremoli | 7.942       |

## Naravne zanimivosti
Najvišji vrh v pokrajini je Monte Pisanino (1946 m). Ime naj bi dobil po pizanskem vojaku, ki je po legendi pribežal ranjen v te kraje, kjer se je vanj zaljubilo dekle in ga zaman skušalo rešiti. Po vojakovi smrti je dekle vsak dan hodilo jokat na njegov grob in vsaka njena solza se je spremenila v kamen, dokler ni zrasla marmornata gora. Dejansko je Monte Pisanino vir najfinejšega italijanskega kamna (Carrarski marmor). Žila najbolj cenjene vrste tega marmorja, ki se je od nekdaj uporabljala za izdelavo kipov (odtod ime statuario, iz latinskega statua = kip), je danes praktično izrabljena, a še vedno deluje okoli sto kamnolomov, ki nudijo mramorje drugih cenjenih vrst.
Seznam zaščitenih področij v pokrajini:
- Narodni park Appennino Tosco-Emiliano (Parco nazionale dell'Appennino Tosco-Emiliano)
- Deželni park Alpi Apuane (Parco naturale regionale delle Alpi Apuane)

## Zgodovinske zanimivosti
Prvi pisani zakoni, ki urejajo izkoriščanje kamnolomov v pokrajini, segajo v leto 1564, ko je bil v Carrari ustanovljen poseben Urad za Marmor. Ko se je vladajoča dinastija Malaspina pozneje združila z dinastijo Este, so se pripadniki slednje kmalu zavzeli za bolj donosno upravo naravnih bogastev. Leta 1751 je bilo določeno, kdo ima pravico do najema in podnajema ozemlja in je bila natančno določena višina koncesije. Pri tem so bili kamnolomi izenačeni s kmetijskimi posestvi in koncesijske dajatve so se računale na osnovi agrarnih dohodkov. Taka zakonodaja je bila za tiste čase pravična in celo precej stroga do kamnolomov, a s časom se je postopoma sprevrgla v velik privilegij, saj so kamnolomi postali neprimerno donosnejši od polj, plačevali so pa iste najemnine. Razen tega je sistem podnajemov dovoljeval občutno špekulacijo na račun delovne sile. Republiška zakonodaja se dolgo časa ni uveljavila pri Carrarskih kamnolomih. Šele leta 1995 je bila prepovedana vsaka oblika podnajema in koncesijske dajatve so se začele računati na vrednost prodanega materiala.